# Reforma, Ensenada
Reforma är en ort i Mexiko.   Den ligger i kommunen Ensenada och delstaten Baja California, i den nordvästra delen av landet, 2 200 km nordväst om huvudstaden Mexico City. Reforma ligger 94 meter över havet och antalet invånare är 131.
Terrängen runt Reforma är huvudsakligen kuperad, men åt nordväst är den platt. Runt Reforma är det glesbefolkat, med 8 invånare per kvadratkilometer. Närmaste större samhälle är Ensenada, 15,7 km norr om Reforma. Omgivningarna runt Reforma är i huvudsak ett öppet busklandskap.